# Needle of death
Needle of death is een protestlied tegen heroïnegebruik van de Schotse folkmusicus Bert Jansch. Hij bracht het in 1965 uit op zijn debuutalbum dat zijn eigen naam draagt. Daarnaast verscheen het dat jaar op zijn ep met de titel Needle of death.

## Tekst en achtergrond
Jansch maakte met dit lied protest tegen het drugsgebruik van zijn generatie van Britse jongeren. Naar eigen zeggen heeft hij zelf nooit drugs gebruikt. Hij werd door Buck Polly geïnspireerd, een van de eerste mensen die hij in Londen leerde kennen. Polly was een folkzanger en bracht daarnaast Alex Campbell met de auto naar diens optredens. De laatste dag dat hij hem zag verkeerde Polly in een slechte stemming. De dag erna werd hij dood aangetroffen door een overdosis drugs.
Net als de rest van het album, nam Jansch dit nummer op in een keuken van een flatappartement in Londen. Hiervoor gebruikte hij een geleende gitaar en een enkele microfoon.

## Inspiratie
Jansch inspireerde er tal van mensen mee. Onder zijn grote bewonderaars zijn bijvoorbeeld Neil Young, Nick Drake en Jimmy Page te rekenen (geweest).
Op Neil Young was Needle of death van grote invloed. Allereerst inspireerde het hem in 1972 tot het schrijven van The needle and the damage done. In dit lied richt hij zich eveneens tegen drugsverslaving, in het bijzonder tegen heroïne. Young zingt bijvoorbeeld over het verliezen van een band, verwijzend naar zijn begeleidingsband Crazy Horse. Hierin speelde  Danny Whitten die verslaafd was aan heroïne en niet lang erna overleed aan een overdosis.
Twee jaar later, in 1974, gebruikte Young de melodie en de akkoorden van het nummer en schreef met een nieuwe tekst het nummer Ambulance blues. In 2014 coverde Young Needle of death op zijn album A letter home, een album waarin hij terugblikt op zijn leven en die hij opdroeg aan zijn moeder.

## Covers
Daarnaast verschenen er in de loop van de jaren covers op albums van diverse artiesten. Die kwamen bijvoorbeeld van de Amerikaanse Julie Felix (The second album, 1965), de Britse Alex Campbell (At the Tivoli Gardens, 1967), de Amerikaanse Kenny Rankin (Family, 1969), de Canadese Ian & Sylvia (Ian & Sylvia, 1971), de Amerikaanse Mary McCaslin (Rain - The lost album, 1999), de Belgische blues/folk-musici Roland Van Campenhout & Wannes Van de Velde (De nomaden van de muziek, 2000), de Amerikaanse band Yo La Tengo (Today is the day!, 2003), de Australische Lisa Miller (Car tape 2, 2010).